# Sionviller
Sionviller est une commune française située dans le département de Meurthe-et-Moselle, en région Grand Est.

## Géographie
Le territoire de la commune est limitrophe de ceux de cinq communes ; une sixième commune, Bonviller, touche son territoire sur quelques mètres à l'ouest.
|                     | Crion      |           |
| Bienville-la-Petite | Sionviller | Hénaménil |
| Jolivet             | Croismare  |           |

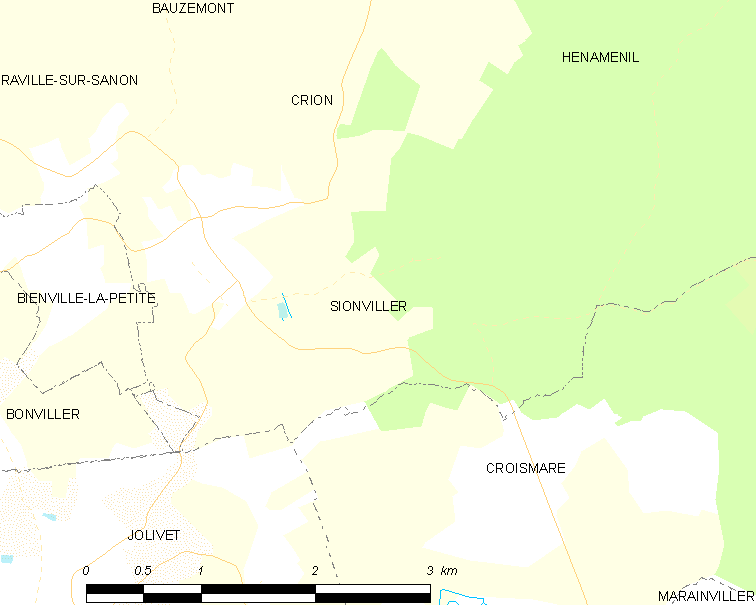
Carte de la commune.
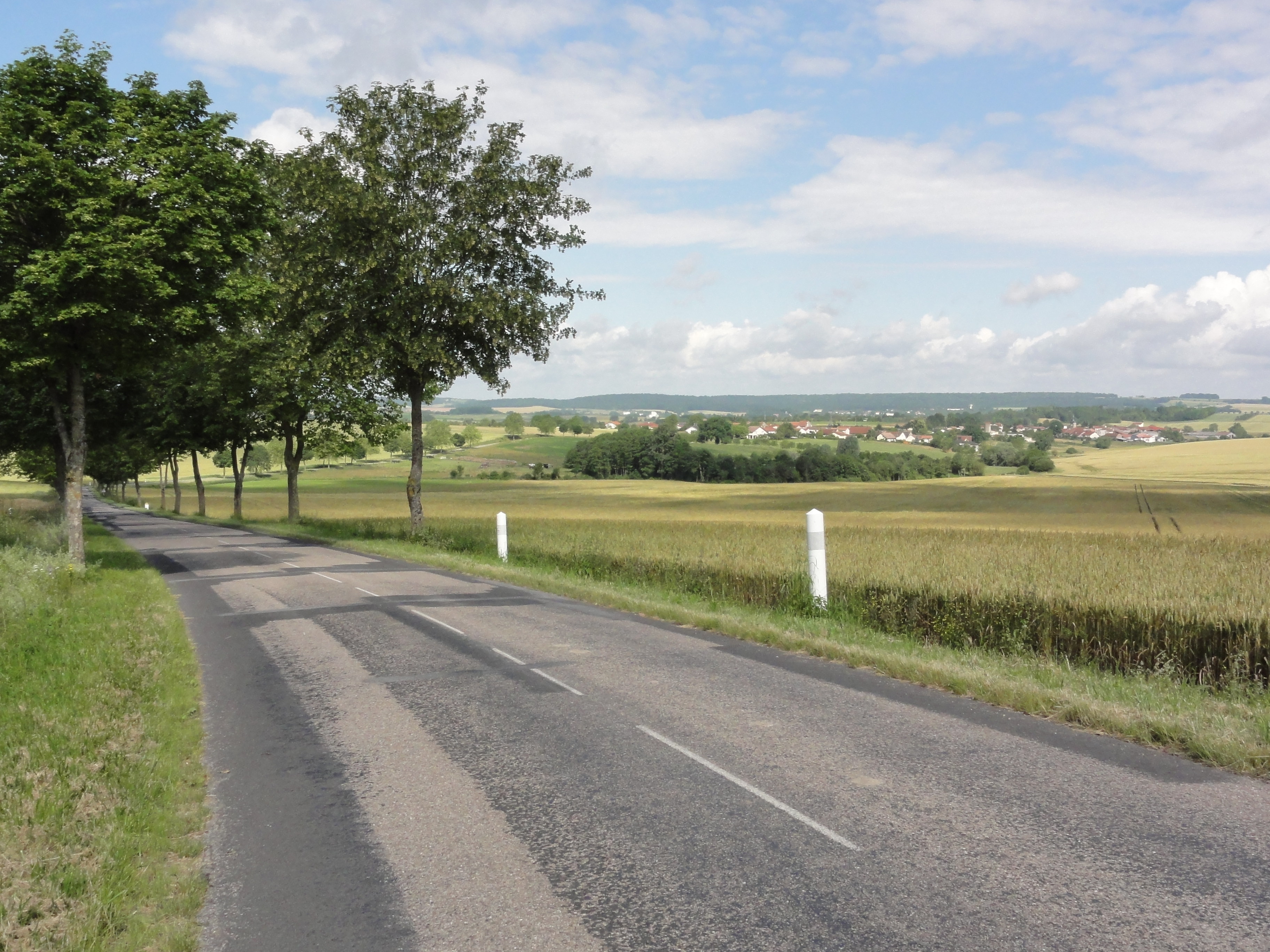
La descente vers Sionviller.
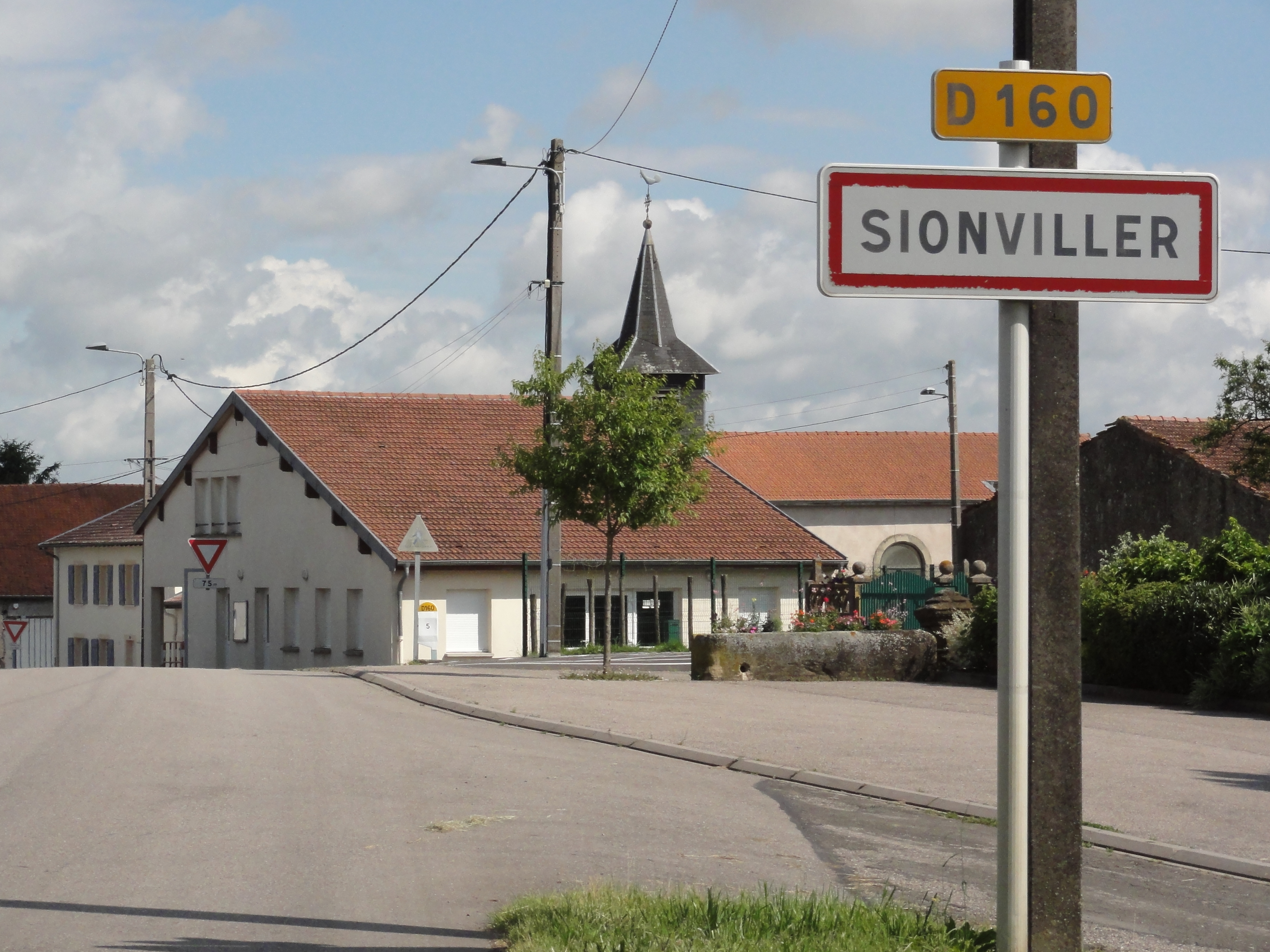
Entrée de Sionviller.

### Hydrographie
La commune est dans le bassin versant du Rhin au sein du bassin Rhin-Meuse. Elle est drainée par le ruisseau de Bonneval, le ruisseau de Grands Champs, le ruisseau du Brochet, le ruisseau du Souche et le ruisseau le Grand Ru,.

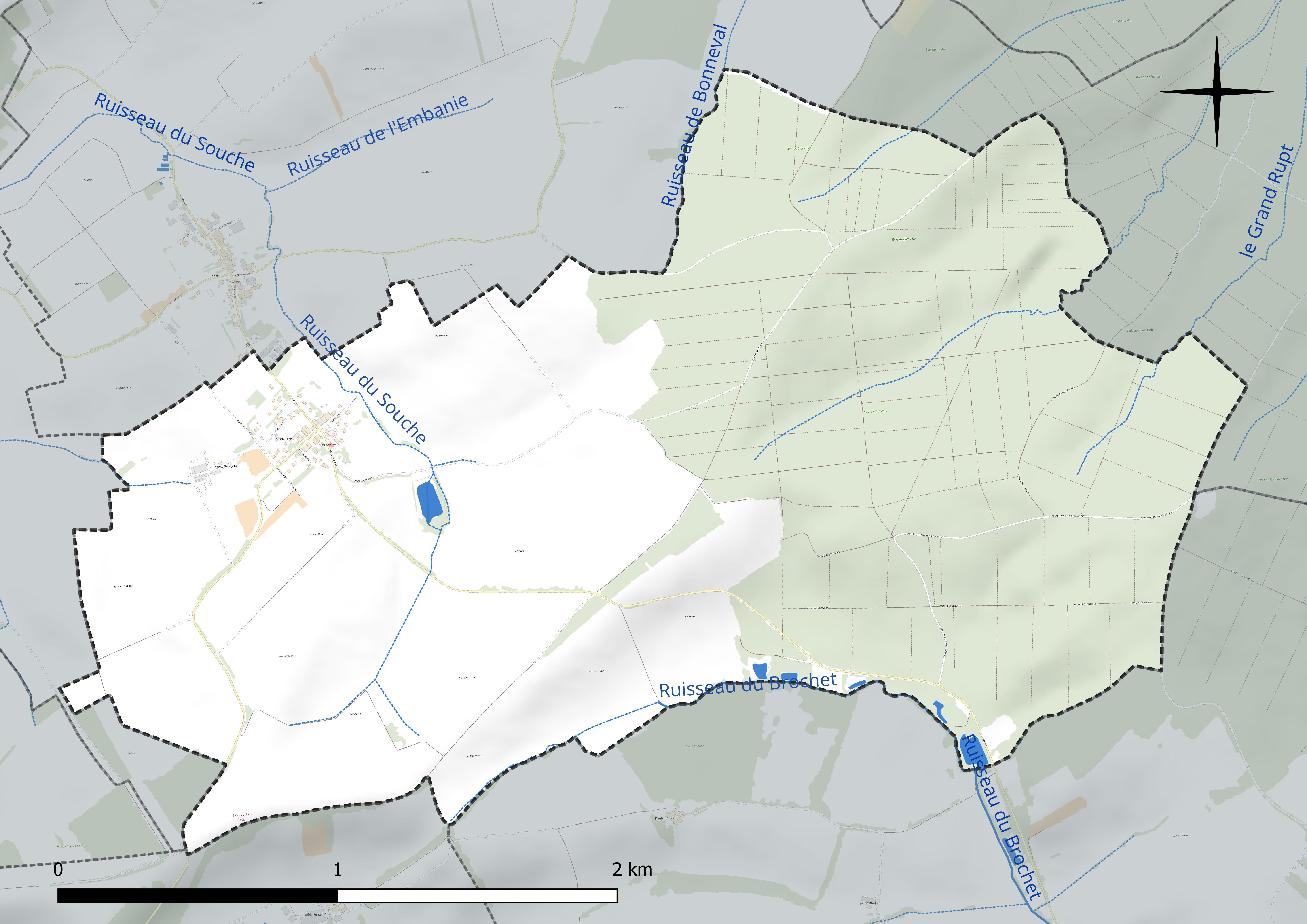
Réseau hydrographique de Sionviller.

### Climat
Pour des articles plus généraux, voir Climat du Grand Est et Climat de Meurthe-et-Moselle.
En 2010, le climat de la commune est de type climat des marges montargnardes, selon une étude du Centre national de la recherche scientifique s'appuyant sur une série de données couvrant la période 1971-2000. En 2020, Météo-France publie une typologie des climats de la France métropolitaine dans laquelle la commune est exposée à un climat semi-continental et est dans la région climatique  Lorraine, plateau de Langres, Morvan, caractérisée par un hiver rude (1,5 °C), des vents modérés et des brouillards fréquents en automne et hiver. 
Pour la période 1971-2000, la température annuelle moyenne est de 9,6 °C, avec une amplitude thermique annuelle de 16,8 °C. Le cumul annuel moyen de précipitations est de 832 mm, avec 11,3 jours de précipitations en janvier et 9,5 jours en juillet. Pour la période 1991-2020, la température moyenne annuelle observée sur la station météorologique de Météo-France la plus proche, « Nancy-Essey », sur la commune de Tomblaine à 24 km à vol d'oiseau, est de 11,0 °C et le cumul annuel moyen de précipitations est de 746,3 mm. 
La température maximale relevée sur cette station est de 40,1 °C, atteinte le 24 juillet 2019 ; la température minimale est de −24,8 °C, atteinte le 21 février 1956,,. 
Les paramètres climatiques de la commune ont été estimés pour le milieu du siècle (2041-2070) selon différents scénarios d'émission de gaz à effet de serre à partir des nouvelles projections climatiques de référence DRIAS-2020. Ils sont consultables sur un site dédié publié par Météo-France en novembre 2022.

## Urbanisme

### Typologie
Au 1er janvier 2024, Sionviller est catégorisée commune rurale à habitat dispersé, selon la nouvelle grille communale de densité à sept niveaux définie par l'Insee en 2022.
Elle est située hors unité urbaine. Par ailleurs la commune fait partie de l'aire d'attraction de Nancy, dont elle est une commune de la couronne,. Cette aire, qui regroupe 353 communes, est catégorisée dans les aires de 200 000 à moins de 700 000 habitants,.

### Occupation des sols
L'occupation des sols de la commune, telle qu'elle ressort de la base de données européenne d’occupation biophysique des sols Corine Land Cover (CLC), est marquée par l'importance des forêts et milieux semi-naturels (51,2 % en 2018), une proportion identique à celle de 1990 (51,2 %). La répartition détaillée en 2018 est la suivante : forêts (51,2 %), terres arables (43,7 %), zones urbanisées (3,3 %), prairies (1 %), zones agricoles hétérogènes (0,8 %). L'évolution de l’occupation des sols de la commune et de ses infrastructures peut être observée sur les différentes représentations cartographiques du territoire : la carte de Cassini (XVIIIe siècle), la carte d'état-major (1820-1866) et les cartes ou photos aériennes de l'IGN pour la période actuelle (1950 à aujourd'hui).

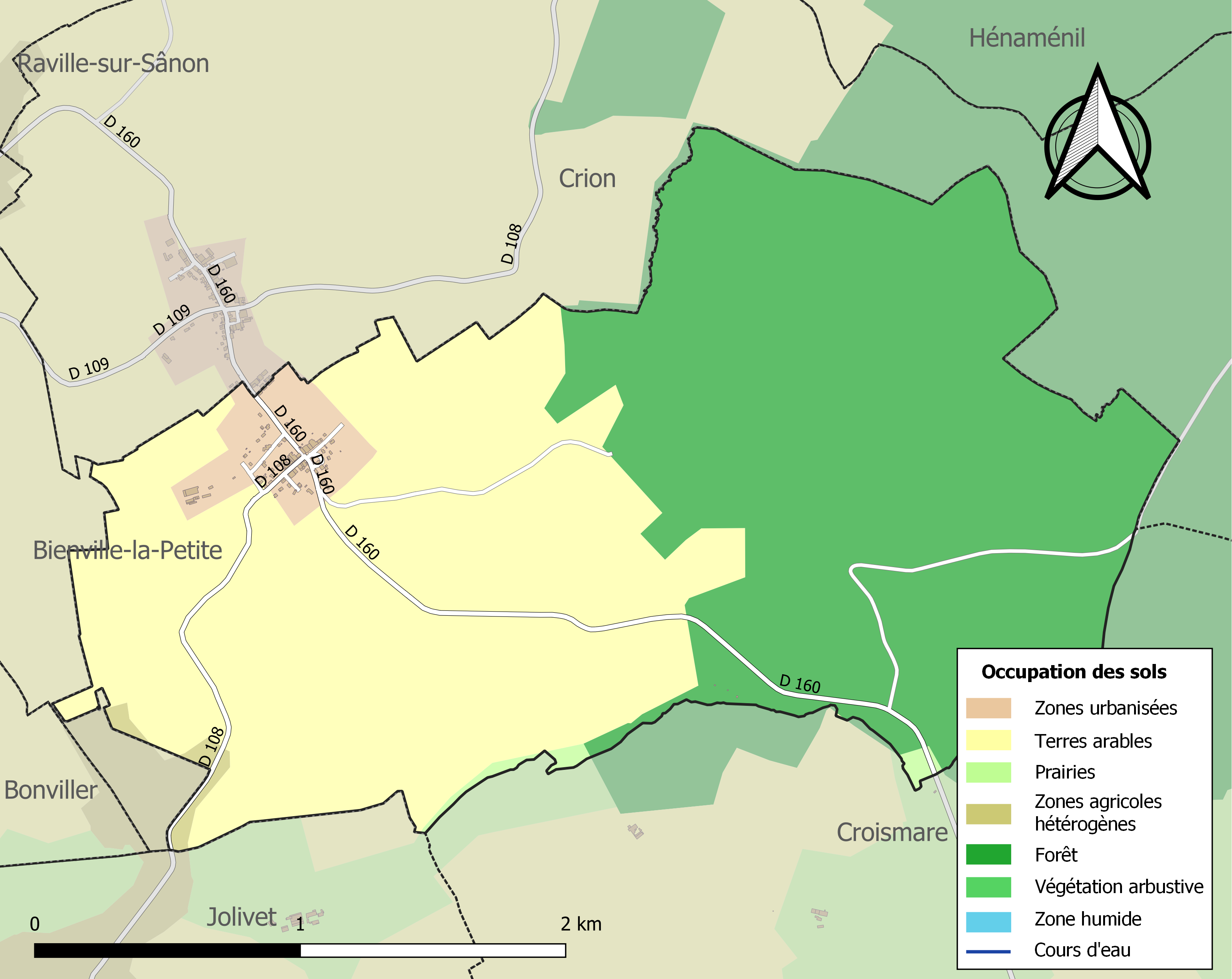
Carte des infrastructures et de l'occupation des sols de la commune en 2018 (CLC).

## Toponymie
Anciennes mentions : Sionni villa (962-963), Suainviller (1157), Suenviller (1249), Sewoinviller (1447).

## Histoire
Entre 1801 et 1806, la commune absorbe celle voisine de Craon ; cette dernière avait porté, au cours de la Révolution française, le nom de Haroué.

## Politique et administration
| Période                                  | Période   | Identité        | Étiquette | Qualité |
| ---------------------------------------- | --------- | --------------- | --------- | ------- |
| Les données manquantes sont à compléter. |           |                 |           |         |
| mars 2001                                | mars 2008 | Éric Darnois    | PCF       |         |
| mars 2008                                | mai 2020  | Franck Beltrame |           |         |
| mai 2020                                 | En cours  | Jean-Luc Gravel |           |         |

## Population et société

### Démographie
L'évolution du nombre d'habitants est connue à travers les recensements de la population effectués dans la commune depuis 1793. Pour les communes de moins de 10 000 habitants, une enquête de recensement portant sur toute la population est réalisée tous les cinq ans, les populations de référence des années intermédiaires étant quant à elles estimées par interpolation ou extrapolation. Pour la commune, le premier recensement exhaustif entrant dans le cadre du nouveau dispositif a été réalisé en 2004.

En 2022, la commune comptait 99 habitants, en évolution de −3,88 % par rapport à 2016 (Meurthe-et-Moselle : −0,13 %, France hors Mayotte : +2,11 %).
| 1793 | 1800 | 1806 | 1821 | 1831 | 1836 | 1841 | 1846 | 1851 |
| ---- | ---- | ---- | ---- | ---- | ---- | ---- | ---- | ---- |
| 130  | 117  | 130  | 130  | 142  | 150  | 154  | 160  | 136  |

| 1856 | 1861 | 1872 | 1876 | 1881 | 1886 | 1891 | 1896 | 1901 |
| ---- | ---- | ---- | ---- | ---- | ---- | ---- | ---- | ---- |
| 112  | 112  | 115  | 93   | 96   | 97   | 95   | 85   | 76   |

| 1906 | 1911 | 1921 | 1926 | 1931 | 1936 | 1946 | 1954 | 1962 |
| ---- | ---- | ---- | ---- | ---- | ---- | ---- | ---- | ---- |
| 81   | 102  | 82   | 71   | 67   | 74   | 66   | 60   | 66   |

| 1968 | 1975 | 1982 | 1990 | 1999 | 2004 | 2006 | 2009 | 2014 |
| ---- | ---- | ---- | ---- | ---- | ---- | ---- | ---- | ---- |
| 50   | 52   | 81   | 121  | 117  | 97   | 93   | 110  | 106  |

| 2019 | 2022 | - | - | - | - | - | - | - |
| ---- | ---- | - | - | - | - | - | - | - |
| 103  | 99   | - | - | - | - | - | - | - |

## Culture locale et patrimoine

### Lieux et monuments
- Église fin XVIIIe siècle, remaniée.
- Portes ornementées du XVIIIe siècle, caractéristique pour le pays du Sânon. Ces portes sont construites pendant le repeuplement de la région après la guerre de Trente Ans sous l'influence d'immigrés italiens[21].

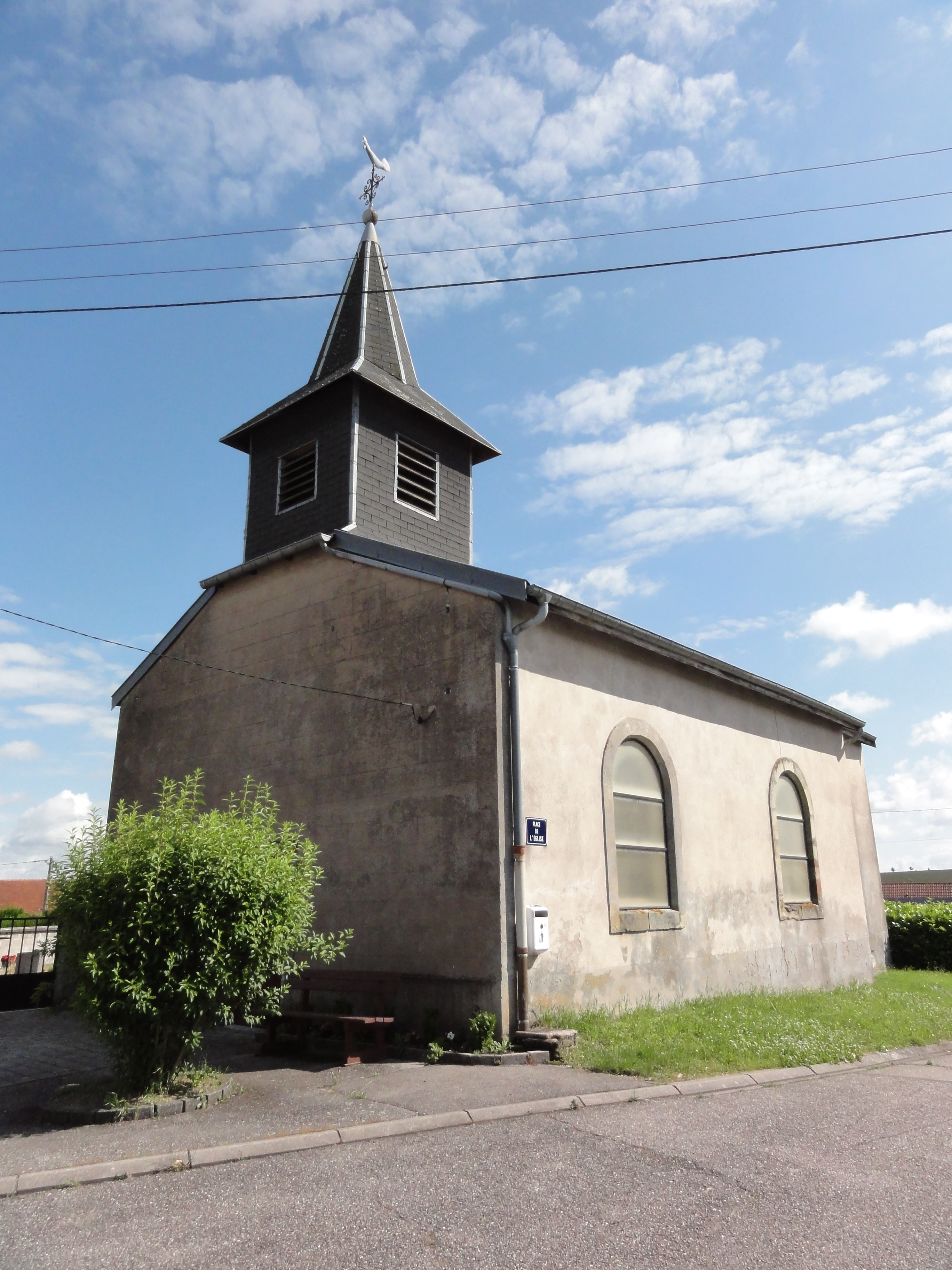
Église.
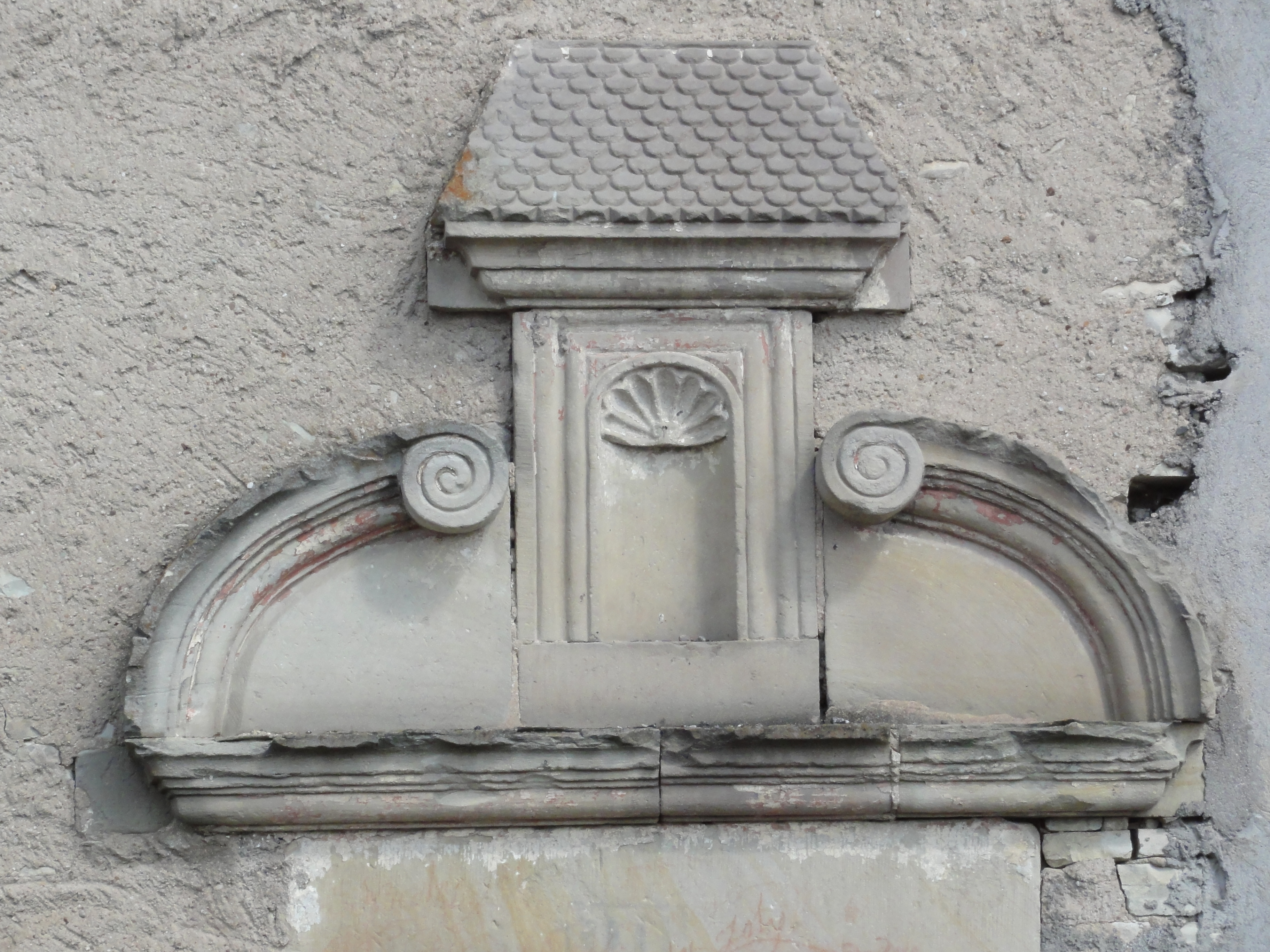
Ornement de porte.

### Héraldique
| Blason de Sionviller | Blason  | D’azur au léopard d’or armé et lampassé de gueules accompagné en chef d’une croix pattée d’argent et d’un caillou de même. |
| Blason de Sionviller | Détails | Sionviller dépendait du marquisat de Croismare, d’où le léopard de cette famille. Les Templiers de Saint Georges de Lunéville avaient du bien à Sionviller, d’où la croix pattée. Enfin, le caillou symbolise saint Étienne, patron de la paroisse. Le statut officiel du blason reste à déterminer. |